# Era mio padre
Era mio padre (Road to Perdition) è un film del 2002 diretto da Sam Mendes, basato sull'opera a fumetti di Max Allan Collins. È l'ultima apparizione cinematografica di Paul Newman.

## Trama
Illinois, 1931. Michael "Mike" Sullivan, marito e padre, la cui famiglia si compone della moglie Annie e dei figli Michael Jr. e Peter, lavora come gangster per il boss irlandese John Rooney, che l'ha cresciuto come un figlio. Una sera Mike accompagna Connor Rooney, figlio di John, a una riunione con Finn McGovern il quale, dopo la dipartita del fratello, inizia a manifestare un atteggiamento irrispettoso nei confronti di Rooney, anche perché a suo dire il suo defunto fratello è stato ingiustamente accusato di aver rubato del denaro a Rooney. Benché la riunione dovesse essere pacifica, gli animi si scaldano e Connor uccide Finn; purtroppo, all'insaputa di Mike e Connor, il piccolo Michael Jr., entrato di nascosto nell'auto del padre, ha visto l'esecuzione di Finn.
Ormai Michael Jr., visibilmente scosso e turbato, ha scoperto la vera natura del lavoro di suo padre, il quale rassicura sia Connor che John che suo figlio non aprirà mai bocca ma Connor decide ugualmente di eliminare Mike e tutta la sua famiglia, considerandoli testimoni scomodi. Michael si salva poiché assente da casa in quanto, avendo fatto a botte con un compagno, per punizione è dovuto restare a scuola oltre l’orario delle lezioni. Connor tende una trappola a Mike, lasciando a un debitore il compito di ucciderlo, in cambio della remissione del debito, ma per fortuna il piano fallisce e Mike riesce a salvarsi; tuttavia, quando più tardi rientrerà a casa, troverà sua moglie Annie e suo figlio minore Peter morti, uccisi da Connor.
Il dado ormai è tratto, Mike non può perdonare Connor per quello che ha commesso, benché questo significhi farsi nemico anche il padre, il quale, pur furibondo per l'eccesso di suo figlio, non ha altra scelta che proteggerlo. Cosicché Mike, dopo aver ucciso Jack Kelly, uno degli uomini di fiducia di Rooney, gli dichiara apertamente guerra, scappando via insieme al figlio Michael. Mike va a Chicago per chiedere intercessione a Frank Nitti, il quale però non è intenzionato a dare il suo sostegno all'uomo, al contrario decide di aiutare Rooney, dando protezione a Connor; inoltre Frank, col sofferto benestare di Rooney, assolda Maguire, un killer psicopatico il cui lavoro ufficiale è quello di fotografare i morti per i giornali, a cui dà l'incarico di uccidere Mike, sebbene Rooney metta in chiaro che il piccolo Michael dovrà essere risparmiato.
Mike inizia a fare delle ricerche sulla contabilità di Connor, ma la sua strada incrocia presto quella del sicario Maguire: tra i due nasce un conflitto a fuoco durante il quale Maguire viene sfigurato in volto e Mike ne esce ferito alla spalla; fortunatamente Michael riesce a portare in salvo suo padre mettendosi al volante dell'auto. Padre e figlio trovano assistenza in una fattoria gestita da una gentile e anziana coppia sposata, dove Mike viene accudito fino alla guarigione. Durante questo riposo forzato Mike e il figlio si confidano reciprocamente i propri più profondi stati d'animo, rigenerando il loro rapporto.
Finita la convalescenza, Mike raggiunge Rooney in una chiesa e lo informa che, tenendo traccia dei resoconti contabili di Connor, ha scoperto che egli rubava denaro a suo padre aprendo conti a nome di persone decedute: il fratello di Finn era innocente e Connor aveva ucciso Finn per evitare che scoprisse la verità. Purtroppo l'ultimo tentativo di Mike di convincere Rooney a smettere di coprire le malefatte del figlio, permettendogli di farsi giustizia, fallisce. Rooney infatti rivela al proprio figlioccio di aver sempre saputo di essere derubato da Connor ma di essere costretto (dal proprio ruolo di genitore naturale) a proteggerlo.
Mike, sempre persuaso dall'idea di dover vendicare la morte di moglie e figlioletto, non ha più scelta: spara prima a tutte le guardie del corpo di Rooney, poi, non senza dolore, spara e uccide pure quest'ultimo, che fatalmente non oppone alcuna resistenza. Nitti ora non ha più motivo di garantire protezione al pavido e corrotto Connor, dunque permette a Mike di entrare nella camera d'albergo dove egli si nasconde e di ucciderlo.
Mike e il figlio decidono di recarsi nella casa sul lago Michigan a Perdition (città immaginaria) dove sperano di iniziare a vivere un'esistenza tranquilla ma Maguire, orribilmente deturpato, si introduce furtivamente nell'abitazione e spara alla schiena a Mike, quindi, secondo il personale modus operandi, si prepara a scattargli una foto dell'agonia. A questo punto arriva Michael che punta contro il sadico fotografo una pistola, senza tuttavia trovare il coraggio di premere il grilletto. Sarà Mike che con le sue ultime forze sparerà a Maguire uccidendolo, salvando la vita e l'innocenza del figlio.
Michael torna dall'anziana coppia che prima aveva dato ospitalità a lui e Mike, lì potrà condurre una vita serena, ricordando Mike con affetto perché la considerazione che aveva di lui andava oltre i suoi meriti e i suoi sbagli, dato che per lui Mike era semplicemente suo padre.

## Produzione
L'autore Max Allan Collins, dal cui fumetto è tratto il film ha dichiarato: "Avevo immaginato il racconto come una storia di John Woo, ma ne hanno fatto Il padrino e va bene lo stesso!". La storia alla base del film prende spunto da eventi reali riguardanti il boss criminale John Looney. Quando Max Allan Collins realizzò il fumetto, il suo agente ne individuò il potenziale come soggetto cinematografico e lo sottopose all'attenzione di Dean Zanuck, figlio del produttore Richard D. Zanuck, il quale approvò il progetto e lo inviò a Steven Spielberg nella speranza che potesse interessarlo. Spielberg non poté assumerne la regia perché già impegnato, ma si mostrò entusiasta e volle che il film venisse realizzato attraverso la sua casa di produzione, la DreamWorks.
Il regista Sam Mendes spostò l'ambientazione del film dall'Irlanda agli Stati Uniti affermando: "Nel Regno Unito non puoi mettere due persone in un'auto e suggerire l'idea che si siano perse, dopo mezz'ora comunque arrivi al mare!". Lo stesso Mendes appare nei panni di uno dei "gorilla" del boss John Rooney. Il direttore della fotografia Conrad Hall chiuse la carriera vincendo un Oscar alla migliore fotografia postumo.

## Distribuzione
Il film uscì nelle sale statunitensi il 12 luglio 2002 e in quelle italiane nello stesso anno il 13 dicembre.
L'edizione italiana è diretta da Fiamma Izzo (anche dialoghista) per Pumaisdue.

## Riconoscimenti
- 2003 - Premio Oscar
  - Migliore fotografia a Conrad Hall
  - Candidatura al miglior attore non protagonista a Paul Newman
  - Candidatura alla miglior colonna sonora a Thomas Newman
  - Candidatura alla migliore scenografia a Nancy Haigh e Dennis Gassner
  - Candidatura al miglior sonoro a Scott Millan, Bob Beemer e John Pritchett
  - Candidatura al miglior montaggio sonoro a Scott Hecker
- 2003 - Golden Globe
  - Candidatura al miglior attore non protagonista a Paul Newman
- 2003 - BAFTA
  - Migliore fotografia a Conrad Hall
  - Migliore scenografia a Dennis Gassner e Nancy Haigh
  - Candidatura al miglior attore non protagonista a Paul Newman
- 2002 - Boston Society of Film Critics Award
  - Candidatura alla miglior fotografia a Conrad Hall
- 2002 - British Society of Cinematographers
  - Miglior fotografia a Conrad Hall
- 2002 - Camerimage
  - Rana d'oro a Conrad Hall
- 2002 - Critics' Choice Movie Award
  - Candidatura al miglior film
  - Candidatura al miglior giovane interprete a Tyler Hoechlin
  - Candidatura al miglior attore non protagonista a Paul Newman
- 2002 - Festival di Venezia
  - Candidatura al Leone d'Oro a Sam Mendes
- 2002 - Los Angeles Film Critics Association Award
  - Candidatura alla migliore fotografia a Conrad Hall
- 2002 - New York Film Critics Circle Award
  - Candidatura alla migliore fotografia a Conrad Hall
- 2002 - San Diego Film Critics Society Awards
  - Miglior fotografia a Conrad Hall
- 2002 - Satellite Award
  - Migliore fotografia a Conrad Hall
  - Candidatura al miglior film drammatico
  - Candidatura al miglior attore in un film drammatico a Tom Hanks
  - Candidatura al miglior attore non protagonista in un film drammatico a Paul Newman
  - Candidatura alla migliore scenografia a Dennis Gassner e Nancy Haigh
  - Candidatura ai migliori costumi a Albert Wolsky
  - Candidatura ai migliori effetti speciali a Michael J. McAlister
- 2002 - Southeastern Film Critics Association Awards
  - Candidatura al miglior attore non protagonista a Paul Newman
- 2002 - Toronto Film Critics Association Awards
  - Candidatura al miglior attore non protagonista a Paul Newman
- 2002 - Washington DC Area Film Critics Association Awards
  - Miglior film
  - Miglior regia a Sam Mendes
  - Candidatura al miglior attore non protagonista a Paul Newman
- 2003 - American Society of Cinematographers
  - Miglior fotografia a Conrad Hall
- 2003 - Art Directors Guild
  - Candidatura al miglior scenografia in un film periodico o fantasy
- 2003 - Artios Award
  - Candidatura al miglior casting per un film drammatico a Debra Zane e Mickie Paskal
- 2003 - BMI Film & TV Award
  - Miglior colonna sonora a Thomas Newman
- 2003 - Chicago Film Critics Association Award
  - Candidatura al miglior attore non protagonista a Paul Newman
  - Candidatura alla migliore fotografia a Conrad Hall
- 2003 - Cinema Audio Society
  - Miglior sonoro a Scott Millan, Bob Beemer e John Pritchett
- 2003 - Costume Designers Guild Awards
  - Candidatura ai migliori costumi per un film periodico o fantasy a Albert Wolsky
- 2003 - Dallas-Fort Worth Film Critics Association Awards
  - Candidatura al miglior attore non protagonista a Paul Newman
- 2003 - Edgar Award
  - Candidatura al miglior film a David Self, Max Allan Collins e Richard Piers Rayner
- 2003 - Empire Award
  - Candidatura al miglior film
  - Candidatura al miglior attore protagonista a Tom Hanks
  - Candidatura al miglior attore britannico a Jude Law
- 2003 - Golden Reel Award
  - Miglior montaggio sonoro (Effetti sonori)
  - Candidatura al miglior montaggio sonoro (Dialoghi e ADR)
  - Candidatura al miglior montaggio sonoro (Colonna sonora)
- 2003 - Golden Trailer Awards
  - Candidatura al miglior show
  - Candidatura alla miglior colonna sonora
- 2003 - Hollywood Makeup Artist and Hair Stylist Guild Awards
  - Candidatura al miglior trucco a Daniel C. Striepeke e Ron Snyder
- 2003 - Kinema Junpo Awards
  - Miglior film straniero a Sam Mendes
  - Readers' Choice Award al miglior film straniero a Sam Mendes
- 2003 - Las Vegas Film Critics Society Award
  - Migliore fotografia a Conrad Hall
- 2003 - London Critics Circle Film Awards
  - Candidatura al film dell'anno
  - Candidatura al regista britannico dell'anno a Sam Mendes
  - Candidatura all'attore britannico non protagonista dell'anno a Jude Law
  - Candidatura allo sceneggiatore dell'anno a David Self
- 2003 - Online Film Critics Society Awards
  - Candidatura al miglior attore non protagonista a Paul Newman
  - Candidatura alla miglior scenografia
  - Candidatura alla miglior fotografia a Conrad Hall
- 2003 - PGA Awards
  - Candidatura al miglior produttore a Richard D. Zanuck e Dean Zanuck
- 2003 - Phoenix Film Critics Society Awards
  - Miglior attore non protagonista a Paul Newman
  - Candidatura al miglior film
  - Candidatura alla miglior regia a Sam Mendes
  - Candidatura al miglior attore protagonista a Tom Hanks
  - Candidatura al miglior attore non protagonista a Jude Law
  - Candidatura al miglior attore giovane protagonista o non a Tyler Hoechlin
  - Candidatura alla miglior sceneggiatura non originale a David Self
  - Candidatura alla miglior fotografia a Conrad Hall
  - Candidatura al miglior montaggio a Jill Bilcock
  - Candidatura alla migliore colonna sonora originale a Thomas Newman
  - Candidatura alla migliore scenografia a Dennis Gassner
- 2003 - Saturn Award
  - Miglior film d'azione/di avventura/thriller
  - Miglior attore emergente a Tyler Hoechlin
- 2003 - World Soundtrack Awards
  - Candidatura alla colonna sonora originale dell'anno a Thomas Newman
- 2003 - Young Artist Award
  - Miglior attore giovane a Tyler Hoechlin
  - Candidatura al miglior attore giovane non protagonista a Liam Aiken